# De guerre lasses
Pour plus de détails, voir Fiche technique et Distribution.
De guerre lasses, également connu sous le titre Vivre après - Paroles de femmes, est un  documentaire français réalisé par Laurent Bécue-Renard, sorti en 2003.

## Synopsis
Trois femmes mènent une thérapie de groupe, après l'assassinat de leurs maris durant la guerre de Bosnie-Herzégovine.

## Fiche technique
- Titre : De guerre lasses
- Scénario, réalisation et production : Laurent Bécue-Renard
- Photographie : Camille Cottagnoud, Renaud Personnaz
- Montage : Charlotte Boisgeol, Laurent Bécue-Renard
- Musique : Kudsi Ergüner
- Montage son : Mathilde Muyard
- Mixage : Olivier Dô Hùu
- Producteurs exécutifs : Alice Films, Thécif
- Distributeurs : Alice Films
- Genre : documentaire
- Format : couleur, 35mm, Dolby SR
- Durée :
  - 103 minutes sous le titre De guerre lasses
  - 82 minutes sous les titres Vivre après - Paroles de femmes et Que vivent les Femmes ![1]
- Date de sortie :
  - 16 février 2001 au Festival international du film de Berlin (version Vivre Après - Paroles de femmes)
  - 29 octobre 2003 en France

## Distinctions

### Récompenses
2001
Festival international du film de Berlin : Prix du film pour la Paix
Festival international du film de San Francisco : certificat de mérite

### Nominations
2001
Amnesty International Film Festival : Golden Matchstick

## Autour du film
- À l'origine, Laurent-Bécue Renard s'est rendu en Bosnie en 1995 comme responsable du webzine Sarajevo on line. C'est en assistant à une séance de thérapie de groupe qu'il décide de réaliser un documentaire[2].
- Il s'agit du premier film du cinéaste et de son cycle Généalogie de la colère. Le suivant est Of Men and War.
- Le titre fait référence à l'expression «  de guerre lasse  » et désigne la lassitude des veuves de guerre.